# Tycker ni om Brahms ...
Tycker ni om Brahms ... (engelska: Goodbye Again, franska: Aimez-vous Brahms…) är en amerikansk-fransk romantisk dramafilm från 1961 i regi av Anatole Litvak. Filmen är baserad på Françoise Sagans roman Tycker ni om Brahms ... från 1959. I huvudrollerna ses Ingrid Bergman, Anthony Perkins, Yves Montand och Jessie Royce Landis.

## Rollista i urval
- Ingrid Bergman - Paula Tessier
- Yves Montand - Roger Demarest
- Anthony Perkins - Philip Van der Besh
- Jessie Royce Landis - Mrs. Van der Besh
- Jackie Lane - First Maisie
- Jean Clarke - Second Maisie
- Michèle Mercier - Third Maisie
- Pierre Dux - Maitre Fleury
- Uta Taeger - Gaby
- André Randall - M. Steiner
- Lee Patrick - Mme. Fleury
- Annie Duperoux - Madeline Fleury
- Raymond Gerome - Jimmy
- Jean Hebey - Mons. Cherel
- Alison Leggatt - Alice
- Diahann Carroll - nattklubbssångerska